# Red Ball Express

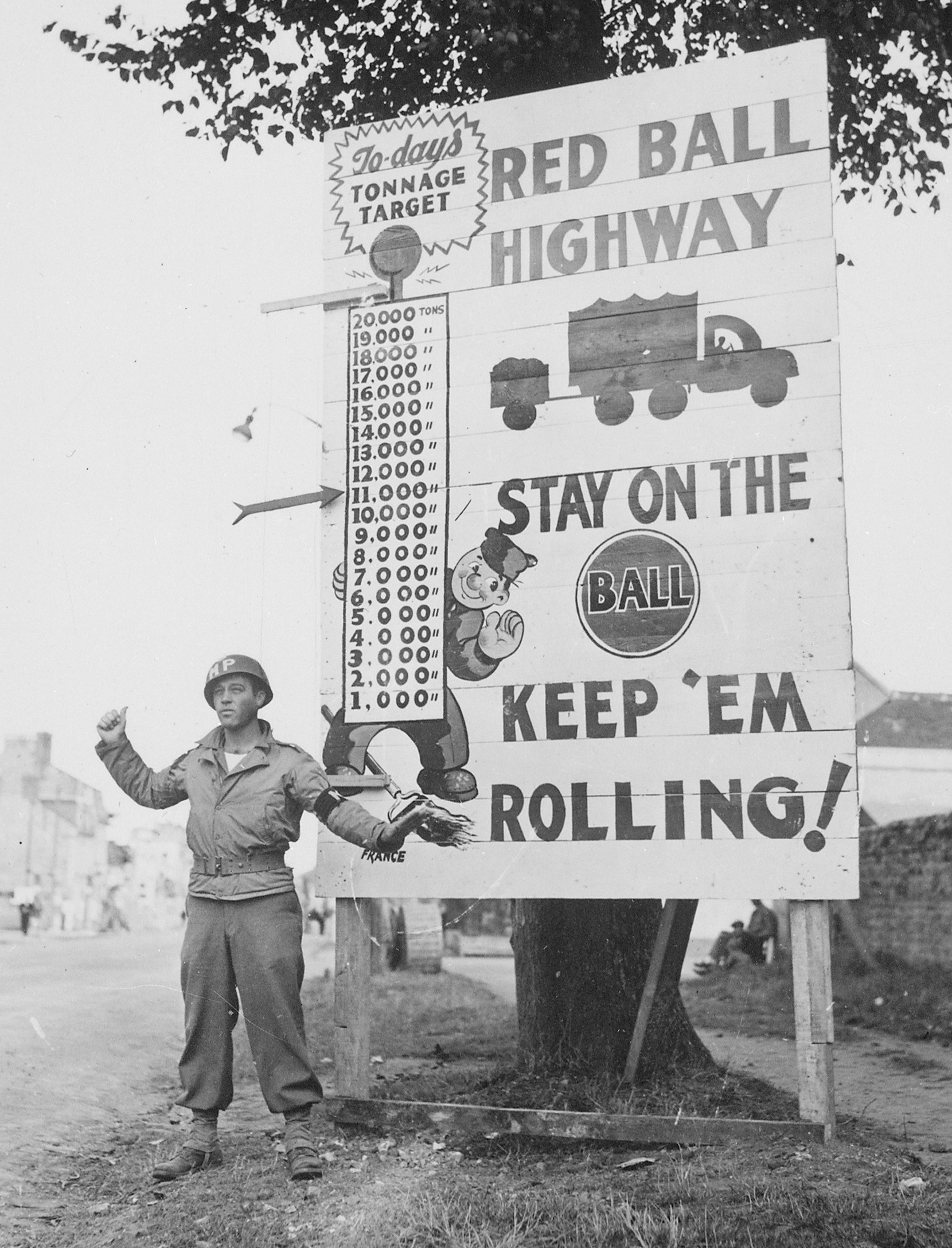
Bord dat de Red Ball route aangeeft

De Red Ball Express was een geallieerde militaire logistieke operatie in de Tweede Wereldoorlog. Na de uitbraak uit Normandië door de Amerikaanse en Engelse legers trokken ze zonder veel tegenstand, en dus snel, landinwaarts richting de Belgische en Duitse grens. Dit leidde tot problemen in de aanvoer van brandstof, munitie, voedsel en ander militair materiaal naar de troepen in de frontlinie. De Red Ball Express werd opgezet om dit probleem op te lossen. Het transportsysteem werkte van 25 augustus 1944 tot 16 november 1944, de dag dat de haven van Antwerpen beschikbaar kwam voor het lossen van geallieerde transportschepen.

## Aanleiding
In de voorbereiding voor de invasie werd het Franse spoornetwerk zwaar gebombardeerd om te voorkomen dat het Duitse leger versterkingen zou aanvoeren. Wegtransport was de enige mogelijkheid om de geallieerde legers van materieel te voorzien. Na de uitbraak uit Normandië trokken 28 divisies van het 1ste Amerikaanse legerkorps, onder leiding van generaal Omar Bradley, en het 3e leger onder generaal George Patton, in de richting van de rivier de Seine. Om de gevechtscapaciteit te behouden had elke divisie behoefte aan 700-750 ton materiaal per dag, ofwel in totaal 20.000 ton. In deze mobiele oorlog was vooral veel brandstof nodig; de voertuigen aan de frontlinie verbruikten zo'n 800.000 gallons per dag.

## Organisatie
Twee Amerikaanse officieren Kolonel Loren A. Ayers en Majoor Gordon K. Gravelle, gaven leiding aan deze operatie. Zij zorgden voor de vrachtwagens, voornamelijk GMC Deuce and a halfs, bestuurders en personeel en materieel voor het laden en lossen. Op de weg was het toegestane laadvermogen van de GMC vrachtwagen 5 ton, maar in het terrein was dit de helft ofwel 2,5 ton. Naast de GMC werd ook de Autocar U-7144T gebruikt. Deze trekker kon een oplegger met een totaal gewicht van 10 ton meenemen. Voor het heel zware werk werd de Diamond T M-20 ingezet. Deze trekker was oorspronkelijk bestemd voor het vervoer van tanks, maar na kleine aanpassingen van de aanhangwagen was het zeer geschikt voor het vervoer van grote hoeveelheden munitie.

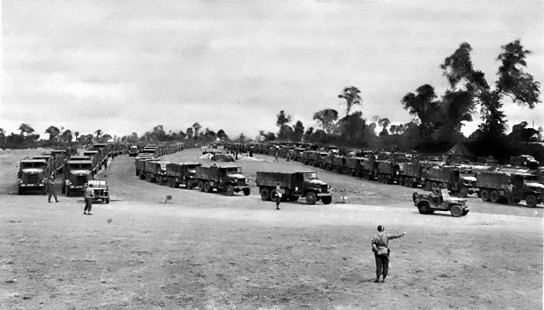
Verzamelplaats voor de Red Ball Express

Routekaart Red Ball Express in november 1944

Om de stroom van goederen gaande te houden, werden twee aparte routes geopend tussen de Franse haven Cherbourg en de binnenlandse logistiek basis bij Chartres, circa 400 kilometer ten oosten van Cherbourg. De noordelijke route werd gebruikt door geladen vrachtwagens en via de zuidelijke route reden de lege vrachtwagens terug naar de haven. Beide routes waren gesloten voor niet-militair verkeer. De konvooien bestonden uit ten minste vijf vrachtwagens en werden geëscorteerd door een jeep voor- en achteraan de colonne. De gemiddelde snelheid van de colonnes was ongeveer 25 mijl of zo'n 40 kilometer per uur en er werd dag en nacht gereden. Voertuigen van een konvooi mochten elkaar niet passeren en hetzelfde gold voor verschillende konvooien.
Iedere twee uur werd voor 10 minuten gepauzeerd. Deze tijd werd gebruikt voor het controleren van de lading, onderhoud aan de voertuigen en als er tijd over was konden de chauffeurs even uitblazen. Vier keer per dag werd er 30 minuten gepauzeerd, om 6, 12, 18 en 24 uur, voor het nuttigen van een maaltijd.
Op 29 augustus 1944, de piek van de Red Ball Express, reden 5958 voertuigen met ongeveer 12.500 ton vracht naar de frontlinie. De vrachtwagens van de Red Ball Express verbruikten per dag 300.000 gallons, circa 1 miljoen liter, aan brandstof, hetgeen het gebrek aan brandstof aan de frontlinie verergerde. Op 25 augustus 1944 werd Parijs bevrijd. Om de bewoners van deze stad van voedsel te voorzien werd een deel van de capaciteit van de Red Ball Express hiervoor ook ingezet. Door de oprukkende legers werd begin september het oostelijke depot ongeveer 250 kilometer verder landinwaarts verplaatst naar Sommesous en ten slotte naar Hirson, dicht bij de grens met België en ongeveer 180 kilometer ten noorden van Sommesous. Met deze uitbreiding werd de totale reisafstand, heen en terug, meer dan 1000 kilometer en duurde de reis zo'n 72 uur. Het spoorwegnet ten oosten en noorden van Parijs was minder gebombardeerd door de geallieerde luchtmacht dan dat in Normandië. Goederentreinen konden een deel van de vracht overnemen en verder vervoeren. Een trein kon 1000 ton vracht vervoeren ofwel de lading van 200 vrachtwagens overnemen. De druk op de chauffeurs en voertuigen verminderde hierdoor.
De grootste problemen voor de Red Ball Express was het onderhoud aan de vrachtwagens, het vinden van voldoende bestuurders en gebrek aan slaap voor de overwerkte chauffeurs. De bestuurders waren voor het merendeel Afro-Amerikanen. Vijandelijke acties, met name van de Duitse luchtmacht, was van bescheiden betekenis.
Gedurende de 82 dagen dat de Red Ball Express actief was, werd tussen de 400.000 en 500.000 ton goederen vervoerd.

## Andere militaire expressdiensten

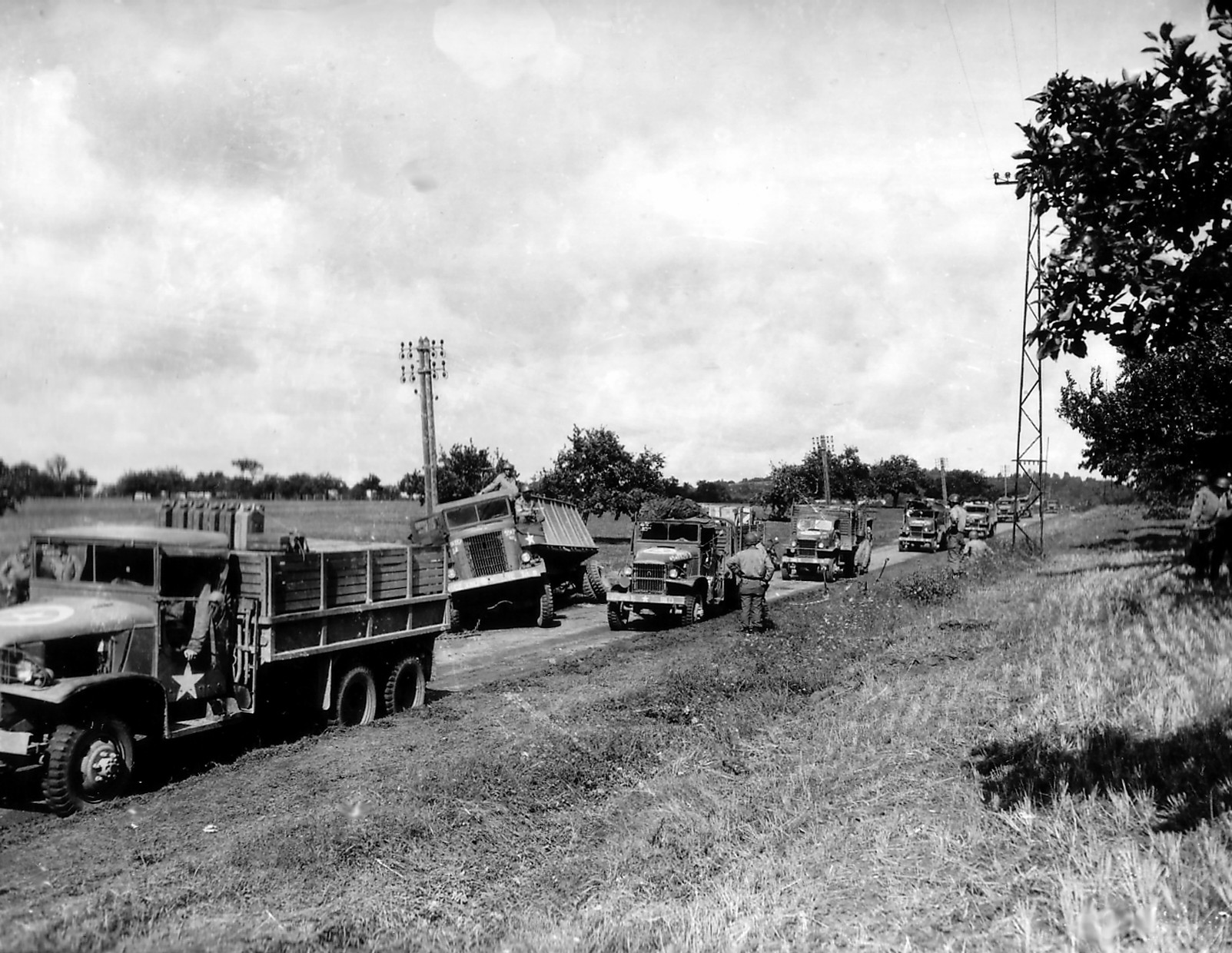
Konvooi passeert verongelukte vrachtwagen

Met de Red Ball Express had het leger een goede ervaring opgedaan. In de maanden daarna zijn nog enkele malen vergelijkbare transportdiensten georganiseerd, zoals de:
- White Ball Express tussen de havensteden Rouen en Le Havre en vervoersknooppunten in het binnenland bij onder andere Parijs en Reims. De dienst begon op 6 oktober 1944 en duurde tot 10 januari 1945. Gemiddeld werd er per dag 1.600 ton vracht vervoerd over een gemiddelde afstand van 180 kilometer.
- Little Red Ball Express startte op 15 december 1944. Tot 18 januari 1945 werd gemiddeld 100 ton per dag aan militaire goederen vervoerd tussen Normandië en Parijs.
- Red Lyon Express was in gebruik tussen 16 september en 12 oktober 1944. In deze periode werd circa 17.500 ton vervoerd, ofwel gemiddeld 650 ton per dag. De belangrijkste vracht was brandstof. De route liep van Bayeaux naar Brussel, een afstand van bijna 500 kilometer.
- ABC Express was opgezet om vracht van de haven van Antwerpen te vervoeren naar Brussels en Charleroi. De haven was in goede staat in handen van de geallieerden gevallen. De schepen werden sneller gelost dan de lading werd afgevoerd. Om de opgelopen voorraden op de kaden weg te werken werd tussen 30 november 1944 en 26 maart 1945 een kwart miljoen ton goederen afgevoerd. De gemiddelde afstand over de weg was ongeveer 150 kilometer.
- de laatste en grootste operatie was de XYZ Express in de laatste fase van de oorlog tegen Duitsland. Vanuit diverse plaatsen langs de Belgische en Duitse grens vertrokken vrachtcolonnes naar het oosten van Duitsland ter ondersteuning van het Amerikaanse negende, eerste, derde en zevende legerkorps. In de periode van 25 maart tot 31 mei 1945 werd 870.000 ton vracht getransporteerd oftewel bijna 13.000 ton gemiddeld per dag.

## Naslagwerk
- (en)  The Road to Victory: The Untold Story of World War II's Red Ball Express, van David P. Colley, uitgeverij Potomac Books, ISBN 1-57488-173-6
- (en)  U.S. Army in World War II, The Transportation Corps: Operations Overseas, van J. Bykofsky en H. Larson, Office of the Chief of Military History, Department of the Army, Washington DC, 1957
- (en)  Red Ball Express: Supply line from de D-Day beaches, van Pat Ware, uitgeverij: Ian Allan Publishing, 2007, ISBN 0-7110-3192-4